# 微循环

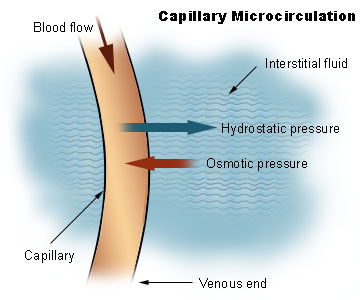
（毛細管微循環）毛細管(capillary)及組織液(interstitial fluid)之間的"膠體滲透壓"(colloid osmotic pressure/紅色向左箭頭)及流體靜力壓(hydrostatic pressure/毛細管濾過壓/藍色向右箭頭)之互逆流向圖.（血液(深紅色由上到下箭頭)從上流到下的靜脈端）

微循环是指微动脉与微静脉之间微血管中的血液循环，是血液与组织细胞进行物质交换的场所。在显微镜下才能加以观察。一般由微动脉、后微动脉、毛细血管前括约肌、真毛细血管、通血毛细血管、动-静脉吻合枝和微静脉七部分组成，是心血管系统与组织细胞直接接触的部分。微循环基本功能是实现物质代换，向各组织细胞输送养料和运走代谢产物。

## 途径
1. 迂回通路（营养通路）：①组成：血液从微动脉→后微动脉→毛细血管前括约肌→真毛细血管→微静脉的通路；②作用：是血液与组织细胞进行物质交换的主要场所。
2. 直捷通路：①组成：血液从微动脉→后微动脉→通血毛细血管→微静脉的通路；②作用：促进血液迅速回流。此通路骨骼肌中多见。
3. 动-静脉短路：①组成：血液从微动脉→动-静脉吻合支→微静脉的通路；②作用：调节体温。此途径皮肤分布较多。

## 功能
微循环的基本功能是进行血液和组织液之间的物质交换。正常情况下，微循环的血流量与组织器官的代谢水平相适应，保证各组织器官的血液灌流量并调节回心血量。如果微循环发生障碍，将会直接影响各器官的生理功能。

## 调节
- 神经调节：交感神经兴奋使血管壁平滑肌收缩。当小动脉血管壁平滑肌收缩，毛细血管前阻力增大，进入微循环血液减少，物质交换减弱；而小静脉血管壁平滑肌收缩，毛细血管后阻力增大，微循环进入静脉血液减少，但毛细血管内的血容量增多，物质交换加强。
- 体液调节：肾上腺素、去甲肾上腺素等活性物质使全身性血管收缩；乳酸、二氧化碳、组胺等物质使局部性血管舒张。静息时，代谢产物少，毛细血管网大部分关闭；一段时间后，局部积累较多的代谢产物，引起毛细血管前括约肌舒张，毛细血管网开放，血量增多；随着代谢产物不断移去，刺激减少，真毛细血管重新关闭。

## 參看
- 刮痧

## 外部連結
- Microcirculatory Society, Inc. （页面存档备份，存于）
- Microcirculation, The Official Journal of the Microcirculatory Society, Inc. Archive.today的存檔，存档日期2013-01-06